# Espurio Furio
Espurio Furio  fue un político y militar romano del siglo IV a. C. perteneciente a la gens Furia, aunque se desconoce su relación con los miembros más conocidos del clan.
Fue elegido tribuno consular en el año 378 a. C. y estuvo a cargo, con su colega Marco Horacio, de la guerra contra los volscos alrededor del territorio de Antium.